# Les Trois Archanges avec Tobie (Botticini)
Pour les articles homonymes, voir Les Trois Archanges avec Tobie.
Les Trois Archanges avec Tobie est une peinture en tempera sur panneau de 100 × 127 cm, de Francesco Botticini, datant de 1470, conservé au musée des Offices de Florence.

## Histoire
Exécuté pour l'autel de la Compagnia dell'Arcangelo Raffaello dont Botticini était membre, le tableau de 135 × 154 cm, daté de 1470, se trouvait à la basilique Santo Spirito (Florence), avant d'être transféré à la galerie des Offices.

## Thème
L'épisode représenté est le voyage de Tobie, où le personnage est accompagné des trois archanges Michel, Raphaël et Gabriel, et dont le but est pour Tobie de rapporter d'Ecbatane un traitement contre la cécité de son père, Tobit (le cœur, le foie et le fiel d'un poisson). Relaté dans le Livre de Tobie, il n'y est fait allusion, par contre, qu'à l'archange Raphaël. Néanmoins, d'autres tableaux que celui de Botticini exposent également les trois archanges conjoints dans la même scène.

## Description
Les trois archanges (deux précédant Tobie et un le suivant) partent vers la gauche. Ils portent les attributs de leur fonction céleste. À gauche, Michel porte une épée et un orbe crucigère. Au centre, tenant la main de Tobie, Raphaël, aux pieds duquel se tient un chiot. À droite, Gabriel portant un lys blanc semblable à celui qu'il offrit à la Vierge le jour de l'Annonciation. Tobie tient le poisson dont le fiel permettra de guérir son père.
Chacun des archanges porte le costume de sa fonction (armure pour Michel). Ils sont différenciés par des ailes de couleurs différentes.
Tous les personnages sont auréolés discrètement.
Une vallée parsemée de maisons et de quelques autres aménagements occupe le fond du décor à gauche. La moitié supérieure du tableau est sur fond de ciel bleu dégradé.

## Analyse

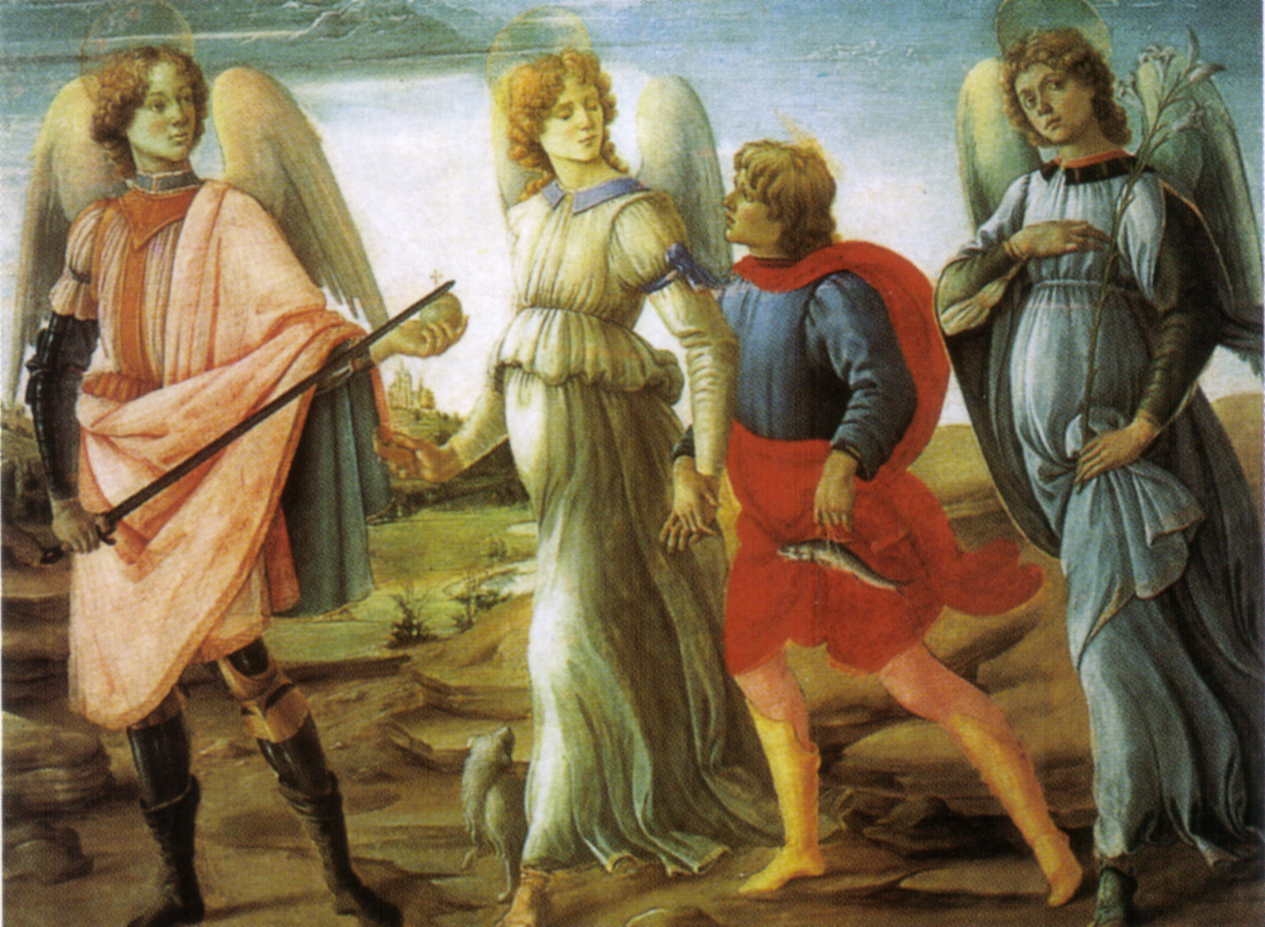
Le thème traité ensuite par Filippino Lippi.

La composition est similaire, dans ses détails et le placement des personnages, à une œuvre postérieure portant le même titre : celle de Filippino Lippi (disciple de Botticelli). Le tableau de Lippi s'en distingue entre autres par l'aspect plus léger des étoffes.